# Salvinia cucullata
Salvinia cucullata là một loài dương xỉ trong họ Salviniaceae. Loài này được Roxb. mô tả khoa học đầu tiên..
Danh pháp khoa học của loài này chưa được làm sáng tỏ. 

## Hình ảnh